# Udea costiplaga
Udea costiplaga is een vlinder uit de familie van de grasmotten (Crambidae), uit de onderfamilie van de Spilomelinae. De wetenschappelijke naam van deze soort is voor het eerst voorgesteld als Pionea costiplaga door Paul Dognin in een publicatie uit 1913.
De soort komt voor in Colombia.